# هيو لويس
هيو لويس (بالإنجليزية: Emyr Lewis)‏ هو بائع ‏ ومعلق رياضي بريطاني، ولد في 29 أغسطس 1968 في كارماذن ‏ في المملكة المتحدة.

## وصلات خارجية
- هيو لويس عل موقع إسبنسكروم (الإنجليزية)
- هيو لويس على موقع ItsRugby.co.uk (الإنجليزية)